# Фороракосовые

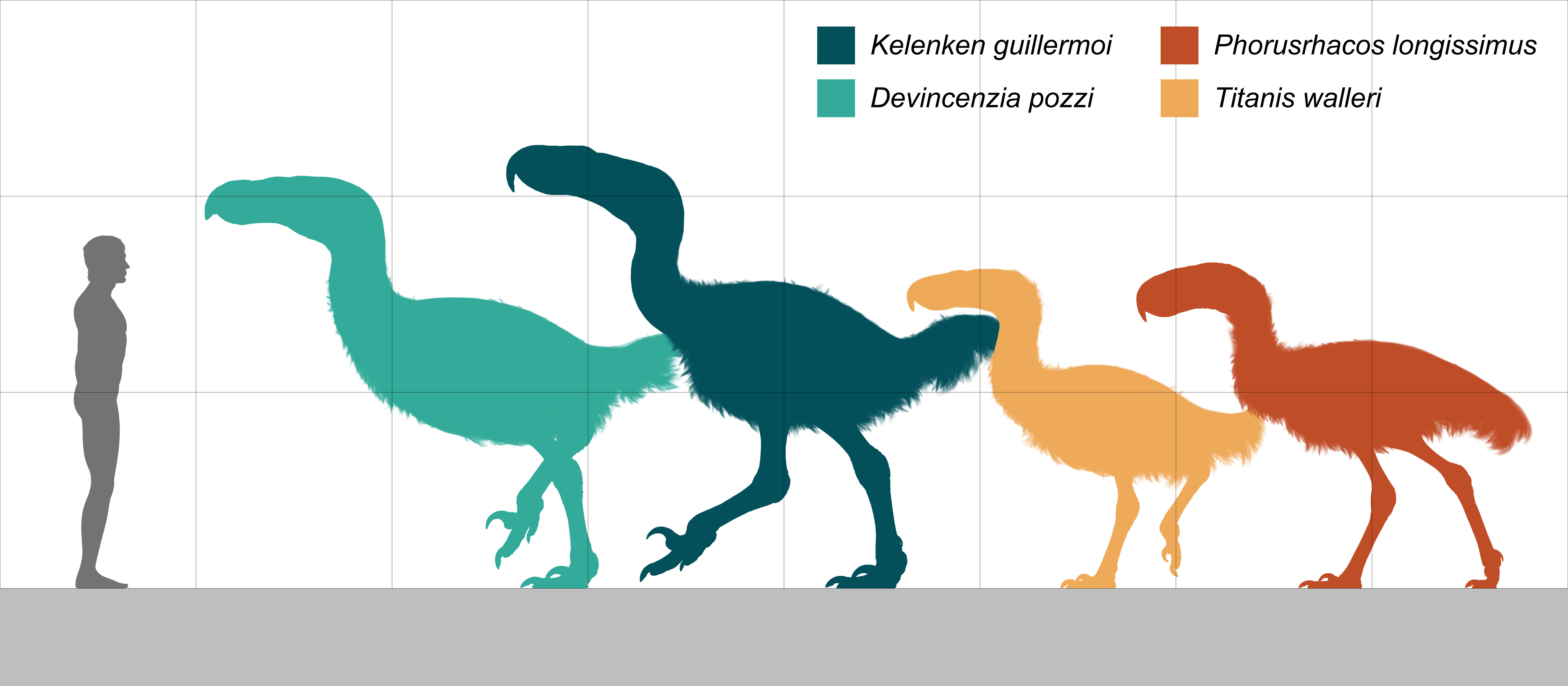
Сравнение размеров представителей фороракосовых (Kelenken, Devincenzia, Phorusrhacos, Titanis) и человека

Фороракосовые, или форорациды (лат. Phorusrhacidae), — семейство вымерших хищных нелетающих птиц из отряда кариамообразных. Обитали в Южной Америке с палеоцена до плейстоцена 62—0,1 млн лет назад. Высота типичных представителей составляла 1—3 м. Один из крупнейших видов — Titanis walleri обитал в Северной Америке (один из редких примеров миграции южноамериканских видов на север после образования панамского перешейка), вымер около 2 млн лет назад. Предки T. walleri не обнаружены. Однако самым большим представителем семейства является келенкен — крупная птица высотой до 3 метров, обладающая самым крупным черепом среди птиц — 75 сантиметров. Последние представители самого мелкого рода — Psilopterus (высотой около 0,7 м) вымерли примерно 100 тыс. лет назад, до прихода людей в Америку не дожили.
Вымерли, вероятно, не выдержав конкуренции с плацентарными хищниками.

## Описание

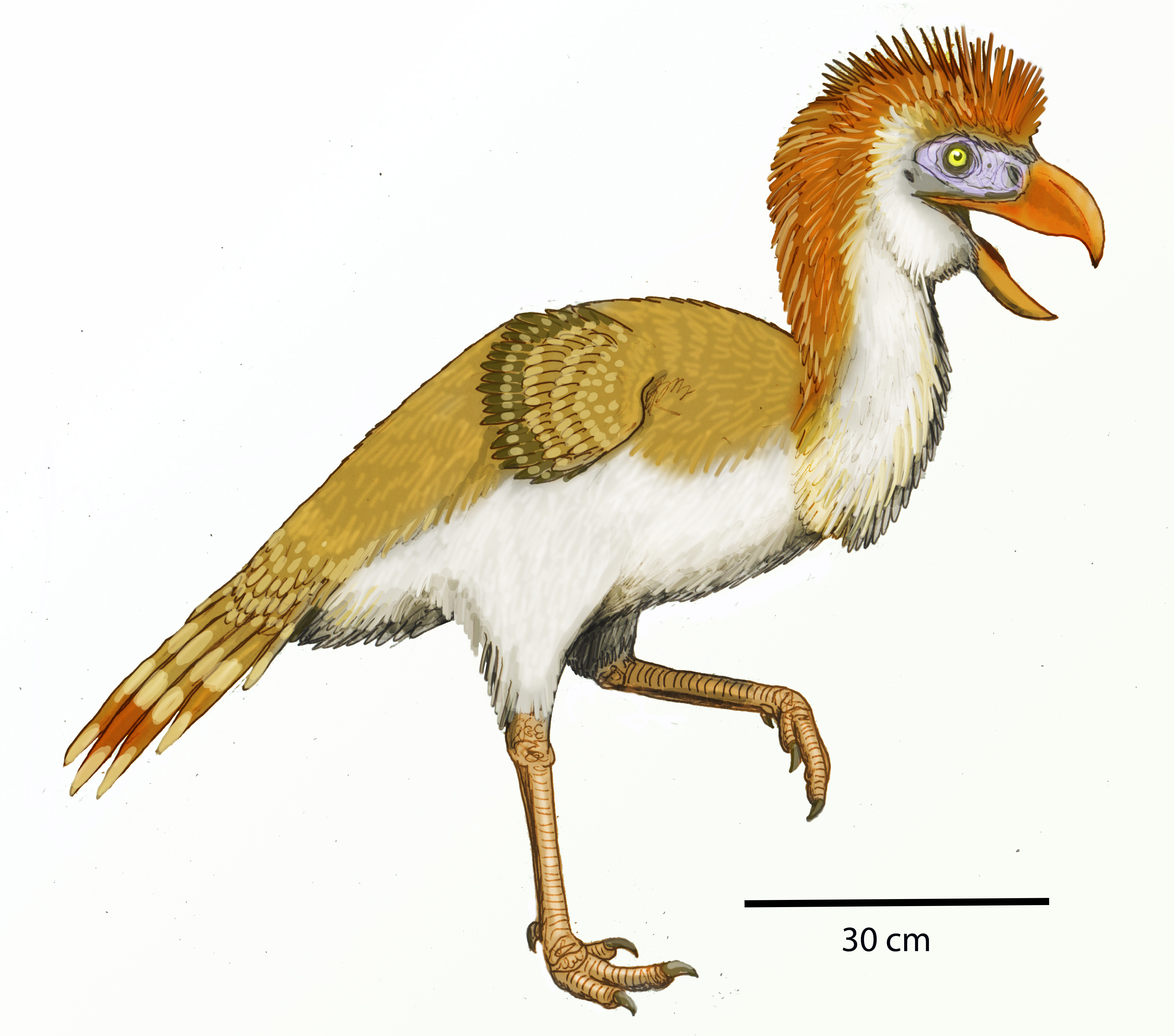
Реконструкция Psilopterus lemoinei

Фороракосы были хищными птицами; на концах рудиментарных крыльев развились крючья. Предполагается, что они достаточно быстро бегали. Имея низкую силу укуса, но имея возможность наносить мощные удары клювом, фороракосы, вероятно, охотились в основном на мелких животных и реже поедали падаль.
Предположительно, гасторнисы, родственные современным гусеобразным, имели схожую с фороракосовыми экологию.

## Классификация
В настоящее время в семействе известны 5 подсемейств, 14 родов и 18 видов:
- Подсемейство Brontornithinae — гигантские виды высотой более 2 метров
  - Род Brontornis
    - Brontornis burmeisteri

  - Род Paraphysornis
    - Paraphysornis brasiliensis

  - Род Physornis
    - Physornis fortis
- Подсемейство Phorusrhacinae — гигантские виды, но несколько меньше и существенно подвижнее, чем Brontornithinae
  - Род Devincenzia
    - Devincenzia pozzi

  - Род Kelenken
    - Kelenken guillermoi

  - Род Phorusrhacos
    - Phorusrhacos longissimus

  - Род Titanis
    - Titanis walleri
- Подсемейство Patagornithinae — среднего размера, высотой около 1,5 м
  - Род Andalgalornis
    - Andalgalornis steulleti

  - Род Andrewsornis
    - Andrewsornis abbotti

  - Род Patagornis
    - Patagornis marshi
- Подсемейство Psilopterinae — малого размера, высотой 0,7—1 м
  - Род Paleopsilopterus
    - Paleopsilopterus itaboraiensis

  - Род Procariama
    - Procariama simplex

  - Род Psilopterus
    - Psilopterus bachmanni
    - Psilopterus lemoinei
    - Psilopterus affinis
    - Psilopterus colzecus
- Подсемейство Mesembriornithinae — среднего размера, высотой 0,9—1,5 м
  - Род Mesembriornis
    - Mesembriornis milneedwardsi
    - Mesembriornis incertus

## В массовой культуре
Фороракосы достаточно правдоподобно изображены в фильме «Прогулки с чудовищами» и в фантастическом фильме «10 000 лет до нашей эры». Похожие на них инопланетные обитатели представлены в финале антиутопии «Не смотрите наверх».